# Neurodegenerativa sjukdomar
Neurodegenerativa sjukdomar är en kategori sjukdomar som långsamt förtvinar särkilda grupper av nervceller i nervsystemet, till exempel alzheimers sjukdom, den vanligaste neurodegenerativ sjukdom. Sjukdomarna uppträder senare i livet på grund av förändringar i nervsystemet som leder till degeneration av nervceller. Några av de neurodegenerativa sjukdomarna är Parkinsons sjukdom och Huntingtons sjukdom. Vid Parkinsons sjukdom sker det en degeneration av framför allt dopaminproducerande nervceller i substantia nigra. Andra exempel är amyotrofisk lateral skleros (ALS) vilken är en sjukdom som drabbar vuxna och har ett snabbt förlopp (efter diagnos brukar förloppet ta 2-5 år). I ALS dör övre och undre motorneuron i hjärnan och ryggmärg, vilket leder till muskelatrofi, som i sin tur leder till förlamning och slutligen död. 90% av fallen är sporadiska medan de övriga 10% är ärftliga. Ännu är inte orsaken bakom ALS kartlagd.